# Edward Barrett
Edward Edmund „Ned“ Barrett (* 3. November 1880 in Bullyduff, County Kerry; † 19. März 1932 in London) war ein britischer Ringer, Leichtathlet, Tauzieher und Hurler irischer Herkunft. Er war Olympiasieger im Tauziehen und Gewinner der Bronzemedaille im Ringen im freien Stil im Schwergewicht.

## Werdegang
Edward Barrett, gebürtiger Ire (Irland gehörte in der Zeit, in der er als Sportler aktiv war, zum Vereinigten Königreich von Großbritannien und Irland), war ein ungemein vielseitiger Sportler. Er betrieb das Ringen als Hauptsportart, war Leichtathlet, Tauzieher und startete in einer Hurling-Mannschaft. Hurling ist eine hauptsächlich in Irland betriebene, dem Hockey ähnliche Sportart.
Im Ringen wurde Barrett 1906, 1909 und 1911 britischer Meister im freien Stil im Schwergewicht. 1908 gewann er bei den Olympischen Spielen in London im Schwergewicht im freien Stil nach zwei Siegen und einer Niederlage gegen seinen irischen Landsmann George Con O’Kelly die Bronzemedaille. Er startete in London auch im griech.-röm. Stil, schied in der mit sieben Ringern besetzten Konkurrenz schon nach der 1. Runde nach einer Niederlage gegen Hugo Payr aus Ungarn aus und wurde gemeinsam mit zwei anderen Ringern, die ebenfalls in der 1. Runde verloren hatten, auf den 5. Platz gesetzt.
Edward Barrett startete auch bei den Olympischen Spielen 1912 in Stockholm im Ringen. Er musste, da dort keine Wettkämpfe im freien Stil ausgetragen wurden, wieder im griech.-röm.Stil starten, gewann einen Kampf über den starken Russen Nikolai Farnest und verlor seine nächsten Kämpfe gegen den Finnen Emil Backenius und den Dänen Søren Marinus Jensen. Er kam damit auf den 9. Platz im Schwergewicht.
Zurück zu den Olympischen Spielen 1908 in London, denn dort startete Edward Barrett neben dem Ringen in der Mannschaft der Londoner Polizei auch im Tauziehen. Er gewann dabei mit seinem Team die Goldmedaille vor zwei weiteren britischen Mannschaften.
Schließlich war Barrett in London auch noch als Leichtathlet in den drei Wurfdisziplinen Kugelstoßen, Diskuswurf und Speerwurf (freie Technik) am Start. Während er im Diskuswurf und Speerwurf unplatziert blieb, kam er im Kugelstoßen auf 12,88 m und landete damit auf dem 6. Platz, nur 30 cm hinter dem Gewinner der Bronzemedaille.
Der größte Erfolg von Edward Barrett im Hurling war zusammen mit seiner Londoner Mannschaft der Sieg in der All-Ireland-Senior-Hurling-Championship in Cork/Irland.

## Internationale Erfolge als Ringer
(OS = Olympische Spiele, F = freier Stil, GR = griechisch-römischer Stil, S = Schwergewicht)
- 1908, Bronzemedaille, OS in London, F, S (über 73 kg Körpergewicht), mit Siegen über E. Nixson u. C. Brown, bde. Großbritannien u. einer Niederlage gegen George Con O’Kelly, Großbritannien;
- 1908, 5. Platz, OS in London, GR, S (über 93 kg Körpergewicht), nach einer Niederlage gegen Hugo Payr, Ungarn;
- 1912, 9. Platz, OS in Stockholm, GR, S (über 82,5 kg Körpergewicht), mit einem Sieg über Nikolai Farnest, Russland und Niederlagen gegen Emil Backenius, Finnland u. Søren Marinus Jensen, Dänemark